# Eparchia di Brjansk

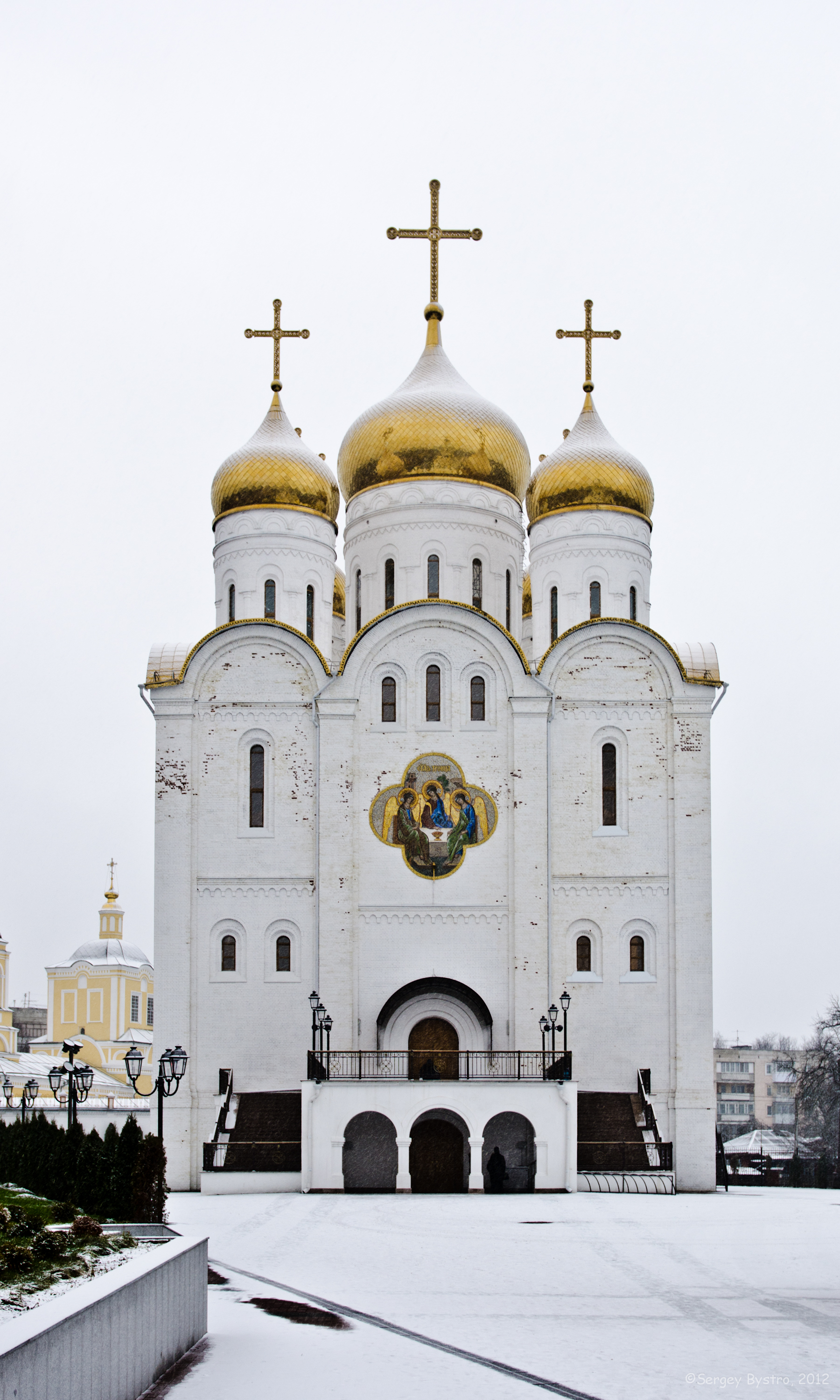
La cattedrale della Trinità di Brjansk.

L'eparchia di Brjansk (in russo: Брянская епархия) è una diocesi della Chiesa ortodossa russa, appartenente alla metropolia omonima.

## Territorio
L'eparchia comprende la parte centro-orientale dell'oblast' di Brjansk nel circondario federale centrale.
Sede eparchiale è la città di Brjansk, dove si trova la cattedrale della Trinità. L'eparca ha il titolo ufficiale di «metropolita di Brjansk e Sevsk».
Nel 2013 l'eparchia è suddivisa in 19 decanati per un totale di 172 parrocchie.

## Storia
L'eparchia di Brjansk è stata eretta il 22 dicembre 1920 e ristabilita, dopo il periodo sovietico, il 28 febbraio 1994. Il 29 maggio 2013 ha ceduto una porzione di territorio a vantaggio dell'erezione dell'eparchia di Klincy.